# Калиновка (Кировский район)
Калиновка (до 1948 года Новая Шах-Мурза; укр. Калинівка, крымскотат. Yañı Şah Mırza, Янъы Шах Мырза) — исчезнувшее село в Кировском районе Республики Крым, располагавшееся на юго-западе района, у границы с территорией городского округа Судак, между новым и старым шоссе Симферополь — Феодосия.

## История
Впервые в исторических документах селение встречается в Статистическом справочнике Таврической губернии. Ч.II-я. Статистический очерк, выпуск пятый Феодосийский уезд, 1915 год, согласно которому в Салынской волости Феодосийского уезда Таврической губернии числилось 2 имения Шах-Мурза — Лазарева и Фромшеллера, оба без населения.
После установления в Крыму Советской власти, по постановлению Крымревкома от 8 января 1921 года была упразднена волостная система и село вошло в состав вновь созданного Старо-Крымского района Феодосийского уезда, а в 1922 году уезды получили название округов. 11 октября 1923 года, согласно постановлению ВЦИК, в административное деление Крымской АССР были внесены изменения, в результате которых округа ликвидировались и Старо-Крымский район стал самостоятельной административной единицей. Декретом ВЦИК от 04 сентября 1924 года «Об упразднении некоторых районов Автономной Крымской С. С. Р.» Старо-Крымский район был упразднён и село включили в Феодосийский район. Согласно Списку населённых пунктов Крымской АССР по Всесоюзной переписи 17 декабря 1926 года, в селе Шах-Мурза, Болгарщинского сельсовета Феодосийского района, числилось 19 дворов, все крестьянские, население составляло 93 человека, из них 43 грека, 43 русских и 7 немцев. Постановлением ВЦИК «О реорганизации сети районов Крымской АССР» от 30 октября 1930 года из Феодосийского района был выделен (воссоздан) Старо-Крымский район (по другим сведениям 15 сентября 1931 года) и село включили в его состав.
В 1944 году, после освобождения Крыма от фашистов, согласно Постановлению ГКО № 5984сс от 2 июня 1944 года, 27 июня крымские греки были депортированы в Среднюю Азию. С 25 июня 1946 года Шах-Мурза в составе Крымской области РСФСР. Указом Президиума Верховного Совета РСФСР от 18 мая 1948 года, Новая Шах-Мурза переименована в Калиновку. 26 апреля 1954 года Крымская область была передана из состава РСФСР в состав УССР. После упразднения в 1959 году Старокрымского района село переподчинили Кировскому. Ликвидирована до 1960 года, поскольку в «Справочнике административно-территориального деления Крымской области на 15 июня 1960 года» селение уже не значилось (согласно справочнику «Крымская область. Административно-территориальное деление на 1 января 1968 года» — в период с 1954 по 1968 год, как посёлок Первомайского сельсовета).